# باتريس لومومبا
پاتريس لومومبا (2 يوليو 1925-17 يناير 1961) مناضل كونغولي ذو ميول اشتراكية، أصبح أول رئيس وزراء منتخب في تاريخ الكونغو ما بين آخر أيام الاحتلال البلجيكي لبلاده وأول أيام الاستقلال.

## ميلاده، تعليمه وعمله
ولد باتريس ايمري لومومبا عام 1925 في قرية كاتاتا كوركومبي في إقليم ستانليفيل (كيسانغاني أو كاساي) بمقاطعة الكونغو الشرقية، وينتمي إلى قبيلة باتيليلا وهي جزء من قبيلة المونغو.
وهو من أبناء النخبة الكونغولية التي حظيت بالتعليم في فترة الاستعمار البلجيكي حيث تلقى التعليم الأولي بالمدارس التبشيرية، ثم التحق بمدرسة لتدريب عمال البريد في ليوبولدفيل، وفي التاسعة عشرة من عمره عمل موظفا للبريد بمدينة ستانلي فيل وشهد خلالها بأم عينه الفصل العنصري ضد السود. في الوقت نفسه درس القانون والاقتصاد واجتاز عدة دورات دراسية، وعقد خلال عمله علاقات وثيقة مع القبائل الإفريقية المختلفة.
بعد 11 عاما اتهم بالسرقة فسُجِن، وبعد خروجه عمل في عدة أعمال لإعالة أسرته.

## العمل السياسي

### قبل الاستقلال
شارك في مؤتمر أكرا الممهد لمنظمة الوحدة الإفريقية في ديسمبر عام 1958 وبعد سماح سلطات الاحتلال بالنشاط السياسي الوطني أسس حزب الحركة الوطنية الكونغولية الذي يهدف للاستقلال والوحدة الوطنية وكانت أقوى الحركات السياسية في الكونغو، كما رأس تحرير جريدة الاستقلال، وقام بالاتصال بعدة أطراف إقليمية ودولية لتأييد حق بلاده في الاستقلال وكان يحث الجماهير بخطبه النارية وبمقالاته الحماسية في الصحف المحلية والخارجية يشرح فيها جرائم البلجيك ضد شعبه وبلده معتمداً على البراهين والأدلة المستقاة من ملاحظاته والتقارير والإحصاءات الصادرة من الأوساط البلجيكية حول الأموال الطائلة التي هربها المستعمر إلى بلجيكا، فحظي لومومبا بشعبية واسعة وقاد مظاهرات ومواجهات مع الإستعمار البلجيكي عام 1959 أدت إلى اعتقاله لمدة ستة أشهر، وأفرج عنه لإنجاح مفاوضات مؤتمر المائدة المستديرة التي كانت تجري في بروكسل لبحث مستقبل الكونغو، ونُقل من السجن إلى بروكسل بالطائرة، على إجراء استفتاء شعبي عام في الكونغو تحت إشراف دولي لمعرفة رغبة الشعب أو رأيه في الاستقلال، وتم الإتفاق على استقلال الكونغو وإنهاء ثمانين عاما من الاستعمار البلجيكي، وإجراء أول انتخابات ديمقراطية في البلاد.

### الانتخابات
أجريت انتخابات نيابية في مايو/ أيار 1960 تنافس فيها أكثر من مائة حزب، وحققت الحركة الوطنية بقيادة لومومبا نجاحا ساحقا وحصل على حوالي 90% من الأصوات. وحاولت بلجيكا التي كانت تدير البلاد إخفاء النتائج وإسناد الحكم إلى حليفها جوزيف إليو خاصة أن منصب رئيس الوزراء هو المتحكّم في شئون البلاد؛ حيث يُعتبر منصب الرئيس منصبا شرفيا، وكان الرئيس آنذاك يُحابي الاحتلال على حساب شعبه، ولكن الضغط الشعبي وحفاظاً على ماء وجههم أمام الرأي العام الأوربي، أجبرت بلجيكا على تكليف لومومبا بتشكيل الحكومة في 21 يونيو 1960.

### الاستقلال

#### لومومبا رئيسا للوزراء
شكّل لومومبا أول حكومة كونغولية منتخبة في 23 يونيو/ حزيران 1960 وحرص على أن تضم حكومته كل القوي الوطنية وأصدر عدة قرارات عشية استقلال البلاد لإبعاد البلجيكيين عن إدارة شئون البلاد.

#### حادثة حفل الاستقلال
حدثت أزمة سياسية بين الكونغو وبلجيكا يوم الاستقلال، ففي 30 يونيو 1960 حضر ملك بلجيكا بودوان ورئيس وزرائه وكذلك من الدول الأفريقية وبعض الشخصيات الأوروبية إلى الكونغو لحفل إعلان الاستقلال.
تقدم رئيس وزراء البلجيك لإلقاء كلمتة فمنعه لومومبا بحجة أن إسمه غير وارد في قائمة المتكلمين فامتعض رئيس الجمهورية كازا فوبو من هذا التصرف، فقام ملك بلجيكا وألقى كلمة قال فيها «ان بلجيكا ضحت بشبابها وأموالها الطائلة من أجل تعليم الشعب الكونغولي ورفع مستوى اقتصاده، وحذر الوطنيين الكونغوليين بعدم اتخاذ إجراءات متسرعة أو غير مدروسة تؤدي إلى تدمير المدنية التي خلّفها البلجيكيون لهم».
فأغضب ذلك الكونغوليين واعتبروا حديثه مهينا ويفتقر إلى اللياقة، فقام لومومبا واتجه إلى المنصة فقاطع الملك البلجيكي بخطاب أطلق عليه خطاب "الدموع والدم والنار" قائلا:"أيها المناضلون من أجل الاستقلال وأنتم اليوم منتصرون، أتذكرون السخرية والعبودية التي فرضها علينا المستعمر؟ أتذكرون إهانتنا وصفعنا طويلا لمجرد أننا زنوج في نظره؟
لقد استغلوا أرضنا، ونهبوا ثرواتنا، وكان ذلك بحجج قانونية. قانون وضعه الرجل الأبيض منحازا انحيازا كاملا ضد الرجل الأسود.
لقد تعرضنا للرصاص والسجون وذلك لمجرد أننا نسعى للحفاظ على كرامتنا كبشر".
وهنا ساد صمت مطبق ما عدا همس بين ملك البلجيك ورئيس وزرائه الذين عزموا على قتل لومومبا، فبعد ثلاثة أيام فقط بعد هذه الحادثة دخل جيش بلجيكي إلى الكونغو عن طريق مصب نهر زائير ووصل إلى العاصمة كينشاسا وفي نيته تنفيذ خطة مبيتة ضد لومومبا.

### ما بعد الاستقلال
لم تنعم الكونغو بالاستقلال سوى أيام معدودة، فقد دخلت في سلسلة من الأزمات لم تتوقف حتى اليوم. ووجدت حكومة لومومبا نفسها تواجه أزمات كبرى بدأت بتمرد عسكري في الجيش، وانفصال إقليم كاتانغا الغني بالثروات في الكونغو بدعم من بلجيكا، واضطرابات عمالية.

#### انفصال إقليم كاتانغا
في يوليو 1960 قام مويز تشومبي حاكم إقليم كاتانغا، الغني بالمعادن الثمينة، بالثورة على الحكومة الكونغولية وأعلن الحرب عليها كما أعلن انفصال الإقليم عن الكونغو في دولة مستقلة.
استنجد لومومبا بالاتحاد السوفيتي ولكن السوفيت رفضوا طلبه، ثم طلب منهم فقط إعارته بضعة طائرات حاملة الجنود لنقل ما بقي من جيش إلى كاتانجا لتحريرها، ورفض هذا الطلب أيضاً. اضطر لومومبا إلى اللجوء إلى هيئة الأمم المتحدة واستجابت لطلبه ظاهرياً وأرسلت (200) ألف جندي إلى الكونغو، ولكنها تدخلت ضده. وانفضَّ عن لومومبا عدد من حلفائه الأساسيين، وساءت علاقته مع رئيس الجمهورية كازافوبو.

#### إقالة لومومبا
رغم أن منصب رئيس الجمهورية شرفي والسلطة الفعلية بيد رئيس الوزراء، فإن الرئيس كازافوبو بعد ثلاثة أسابيع فقط أصدر أمراً بعزل لومومبا وتجريده من كل صلاحياته وإقالة الحكومة، رغم أن مجلس الشيوخ صوت بأغلبية كبيرة ضد القرار، وتم تشكيل حكومة مؤقتة برئاسة جوزيف إليو الموالي لبلجيكا.

## هروبه واغتياله

### الهروب
أدرك لومومبا أنه عرضة للاغتيال في أيّة لحظة حتى أنه نقل عنه قوله «إذا مت غداً فسيكون السبب أن أبيض قد سلّح أسود. مات لومومبا شاباً في سبيل الدفاع عن أمة عصرية»، فطلب الحماية والحراسة من قوات هيئة الأمم ولكنها تجاهلت طلبه، وبقي وحيداً في المعركة. فاضطر لومومبا إلى اللجوء إلى معقل أنصاره في شمال البلاد قرب الغابة الممطرة ولكن العقيد موبوتو رئيس هيئة الأركان الذي كان حليفاً للومومبا سابقاً -وتحت التأثير القوي لسفير بلجيكا في الكونغو آنذاك- قد انقلب ضده، واتهمه أمام كاميرات التلفزيون بأنه متعاطف بل مؤيد للشيوعية، كان موبوتو يريد بذلك التأييد والدعم من الولايات المتحدة.

### إلقاء القبض عليه
حاول لومومبا الهرب من معتقله لكن قُبض عليه في الطريق مع اثنين من أهم رفاقه هما: نائب رئيس مجلس الشيوخ جوزيف أوكيتو، ووزير الإعلام موريس موبولو، بعد ذلك أمر موبوتو بسجن لومومبا ثم سلمه إلى عدوه تشومبي - الذي أعلن استقلال إقليم كاتانغا- بدل تسليمه إلى الحكومة الجديدة وتشومبي سلمه فوراً إلى الجيش البلجيكي ونقلوا إلى سجن بلجيكي في سيارة جيب يقودها ضابط بلجيكي.
قام أنصار لومومبا بحرب ضد موبوتو فاحتلوا بسرعة ثلثي الكونغو لكن سيسيسيكو هزمهم بفضل الدعم الغربي واستولى على السلطة عام 1965 في انقلاب عسكري هو الأول من نوعه في أفريقيا في ذلك الوقت.

### الإغتيال
في تاريخ 17 يناير 1961 حوالي الساعة العاشرة ليلاً، دُفع بالسجناء-لومومبا ورفاقه- في سيارة من الموكب المؤلف من أربع سيارات أمريكية وسيارتي جيب.
في السيارات الثلاث الأولى كان الرئيس تشومبي وعدة وزراء من حكومة كاتانغا، وفي السيارة الرابعة اللفتننت البلجيكي غات ويقودها المفوض فرشير. والسجناء في الخلف مقيدون بالسلاسل، وفي السيارة الخامسة عناصر من الشرطة العسكرية. انعطف الموكب نحو اليمين تجاه مفرق الطريق القريب، وبعد عدة مئات من الأمتار، أخذ مساراً ضيقاً إلى اليسار، يؤدي إلى الطريق الذي يصل لوانو باليزابتفيل. انطلقت السيارات الأمريكية بسرعة، ووصلوا إلى مفترق طرق، وتابعوا في درب إلى اليمين تؤدي إلى موادينغوشا المشهورة بشلالاتها، وهي منطقة مستنقعية وموطن لأسراب الطيور. وعلى بعد ثلاثمائة متر منها، وصل الموكب إلى فسحة في الأراضي المشجرة. كانت الساعة العاشرة وخمسة وأربعين دقيقة ليلاً؛ استغرقت مسافة الخمسين كيلومتراً أقل من 45 دقيقة.
كانت البقعة منارة بالأضواء الأمامية لسيارة الشرطة التي كان يسوقها المفوض فرشير، والتي وصلت أولاً. كانوا ينتظرون بقية الموكب. جرى اختيار تسعة من رجال الشرطة إضافة إلى الجنود التسعة للتنفيذ. كانت هناك شجرة مهيبة ترتفع إلى 10 أمتار ويبلغ قطرها 80 سنتيمتراً. لم يجد الجنود كثيراً من المشقة في حفر القبر لأن التربة كانت رملية ومفككة. خرج الجميع من سياراتهم وانضموا إلى الشرطة، ما عدا السجناء. تبادل اللفتننت غات بضع كلمات مع وزراء كاتانغا الذين كانوا واقفين أمام القبر، كانوا في مزاج جيد وأطلقوا عدة نكات. كان أحدهم عصبياً يدخن السيجارة تلو الأخرى.
أُخرج السجناء من السيارة. كانوا حفاة لا يرتدون سوى بناطيلهم وستراتهم. أزال فرشير قيودهم، وسار وراء لومومبا الذي سأله: ستقتلوننا، أليس كذلك؟ رد فرشير ببساطة: نعم. تقبل لومومبا بجرأة إعلان موته الوشيك. وقف السجناء الثلاثة على الممر يحيط بهم الجنود ورجال الشرطة، كانوا قد تحملوا الضرب في الساعات السابقة. أخبرهم فرشير بأنهم سيطلقون عليهم الرصاص، وأعطاهم الوقت ليتلوا صلواتهم. لومومبا رفض العرض. في تلك الأثناء، استعدت فرقة إطلاق النار الأولى المكونة من جندين يحملان بندقيتين وشرطيين برشاشين، ويبدو أن أحداً ترنم بلحن محلي.
أخذ فرشير جوزف أُكيت إلى الشجرة، وأوقف عندها. قال أُكيت: أريد أن تعتنوا بزوجتي وأولادي في ليُبُلدفيل. أجابه: نحن في كتنغا ولسنا في ليو. اتكأ أُكيت على الشجرة ووجهه نحو فرقة القتل المستعدة على بعد 4 أمتار. وانهمر وابل قصير من الرصاص، سقط على أثره نائب رئيس مجلس الشيوخ السابق ميتاً. وجاء دور موريس مُبُل، أُسند إلى الشجرة، وكانت جولة جديدة من الرصاص من فرقة أخرى أسقطته أرضاَ. وأخيراً أُقتيد لومومبا إلى طريق القبر، كان صامتاً مذهولاً تماماً وعيناه زائغتان، ولم يبدِ أية مقاومة، واجه زمرة القتل الثالثة ووابل هائل من الرصاص، وأصبح جسد رئيس الوزراء السابق كالغربال لكثرة ثقوب الرصاص.
بعد التنفيذ، كانت الأرض قد امتلأت بنحو نصف كيلوغرام من الرصاصات الفارغة. بعد سبع وعشرين سنة، كانت الشجرة لا تزال مثقبة بالرصاص.
أنجزت العملية كلها بحوالي خمس عشرة دقيقة .
وتم التخلص نهائيا من الجثث بعد أربعة أيام بتقطيعها إلى قطع صغيرة وإذابتها في حمض الكبريتيك. ونفذ هذه المهمة ضابط شرطة بلجيكي اسمه جيرارد سويت، وكان الحمض في شاحنة مملوكة لشركة تعدين بلجيكية. وقد اعترف سويت بذلك في لقاء تلفزيوني أجري معه عام 1999، وقال إنه احتفظ باثنين من أسنان لومومبا كـ«تذكار» لسنوات عدة، ثم تخلص منهما بإلقائهما في بحر الشمال.
قتله البلجيكيون في يناير 1961 بعد سنة واحدة من تولّيه الحكم لتأثيره على مصالحهم في الكونغو

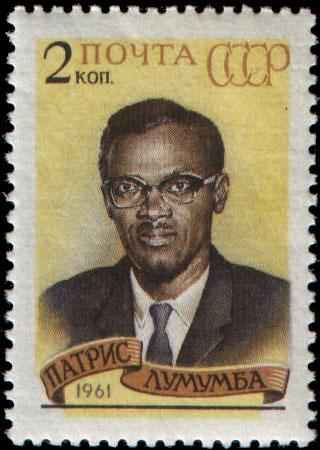
باتريس لومومبا على طابع بريد سوفيتي

## مصير عائلته
توفرت الحماية لعائلة لومومبا بواسطة الفوج المصري التابع للأمم المتحدة والذي ساعدهم وهربهم بأوامر من جمال عبد الناصر وكان هذا قبل إلقاء القبض على لومومبا.

### الحصار والتهريب
حاصرت قوات موبوتو منزل لومومبا قبل هربه فذهب عبد العزيز إسحاق وهو صديق شخصي للومومبا في بداية العام 1961 إليه بسيارة جيب تابعة للأمم المتحدة، يرافقه سعد الدين الشاذلي وكان قائد الفرقة المصرية في قوات حفظ السلام، كانت الساعة حوالي السابعة مساءا، وفي غفلة من هذه القوات تم تهريب أبناء لومومبا جميعا في السيارة الجيب، وتوجهوا إلى أحد المباني التي كانت تابعة لمصر في الكونغو وقضوا الليلة هناك.
ولم تلتفت قوات سيسيسكو التي كانت تحاصر البيت لعدة أيام إلى أن أولاد لومومبا قد هربوا رغم أنهم لاحظوا أنهم لم يخرجوا إلى حديقة البيت كالعادة، إلا أن الجنود ظنوا بأن الأطفال يلتزمون البيت خوفا على حياتهم، مطمئنين أنه طالما الأب موجود فالأولاد موجودون.
كان مع عبد العزيز إسحاق جواز سفر مزور على أنه متزوج من إفريقية، وكان مثبت في جواز السفر أن أبناء لومومبا هم أولاد عبد العزيز، وأطلق عليهم أسماء عربية فكان اسم باتريس الابن مثلا هو عمر، كما أن صور أبناء لومومبا في الجواز كانت مهزوزة قليلا، وكان ذلك مقصودا حتى لا تتضح معالم وجوههم بالضبط، وأمر إسحق أبناء لومومبا أن يمثلوا بأنهم نائمون حتى إقلاع الطائرة وتوجهت السيارة إلى المطار.

### في المطار
رتّب سعد الدين الشاذلي فرقتين صاعقة ووضعهما في المطار باعتبارهما من قوات الأمم المتحدة التي تشارك فيها مصر، وأعطى الشاذلي أوامره بأن يهربوا عن طريق المطار -الذي كان خاضعا لسيطرة الأمم المتحدة وقوات موبوتو- مهما كلّف الأمر.
في المطار كان أحد من المفتشين في المطار يدقق في جواز سفر عبد العزيز إسحاق «وأبنائه»، فساوره الشك وصاح: «مستحيل أن يكون هؤلاء أولاد هذا الرجل»، وطلب رؤيتهم قبل صعودهم إلى الطائرة، فرد عليه عبد العزيز إسحاق، بأن الأولاد ناموا ولا يمكن أن يتم إيقاظهم، كان إسحاق يتحدث بثقة كبيرة، وحوله ضباط مصريون مما ساعد في إرباك الموظف وأخلى سبيلهم، ومر الموقف وأقلعوا بالطائرة، ومع الإحساس بالأمان استيقظ الأطفال من تمثيلية النوم.
واصل باتريس سرد قصة تهريبه وإخوته من الكونغو إلى مصر قائلا: طارت الطائرة من الكونغو ونحن لا نعرف إلى أي مكان نحن ذاهبون إليه، وكنا نطمئن فقط إلى وجود عبد العزيز إسحق، لأنه صديق الوالد، وأذكر أن الرحلة استمرت طويلا، ونزلنا إلى الجزائر ترانزيت حوالي ساعتين أو ثلاثة، ومن الجزائر واصلنا الرحلة إلى برشلونة في أسبانيا وفيها استمر الترانزيت حوالي يوم، ثم ذهبنا إلى سويسرا يومين إلى ثلاثة، ومن سويسرا أخذنا الطائرة إلى  مصر.
في مطار القاهرة نزل أبناء لومومبا الثلاثة، فرانسوا وباتريس وجوليانا، وبقيت الأم إلى جوار الوالد، بالإضافة إلى ابن رابع هو رولا وكان عمره عامين، وبعد مرور سنة تقريبا جاءت الأم ومعها رولا إلى القاهرة، ويستكمل باتريس سرد باقي قصة تهريبهم إلى مصر قائلا، أنهم وفور نزولهم إلى أرض المطار حضر مندوبون من رئاسة الجمهورية وصحفيون، ويضيف: «توجهنا على الفور إلى منزل عبد العزيز إسحق لأننا لا نعرف لغة عربية، ولا نعرف أحدا في مصر، وفضّل الرئيس جمال عبد الناصر أن نبقى عند إسحق حتى نتعلم العربية، وطبعا هو كان صديق الوالد».
في جلستنا كانت شخصية عبد العزيز إسحق هي الطرف المصري الأصيل في القصة، فهو الذي قاد عملية التهريب وصاحب خطتها، وهو الذي استضاف أبناء لومومبا في منزله، وعنه قال باتريس: "هو كان صديق والدي وعمل الرابطة الأفريقية الموجودة في الزمالك، كان بيسافر أفريقيا كتير، وكانت علاقته قوية بقادة حركات التحرر الأفريقية، وفي الفترة التي قضيناها في منزله شاهدت عنده الكثير من هؤلاء القادة أذكر منهم جوش نكومو، وكنا نذهب معه أحيانا إلى الرابطة الأفريقية فنشاهد عشرات اللاجئين السياسيين من أفريقيا وهم يلتقون به، وبقينا على هذا الوضع عامين حتى استأجر لنا الرئيس جمال عبد الناصر فيلا مستقلة انتقلنا إليها للعيش فيها.
قلت لباتريس: لقد أصبحتم هنا في مصر في رعاية أب ثانٍ هو جمال عبد الناصر، فهل استطاع رغم مشغولياته الكبيرة أن يتابع معكم دور الأب؟
قبل أن يجيب باتريس على سؤالي، دق جرس التليفون الأرضي، وكان عبد الحميد جمال عبد الناصر هو الذي يتحدث مع شقيقه خالد ليخبره أنه في الطريق للانضمام إلينا ولرؤية باتريس، وبعد انتهاء المكالمة التفت خالد إلى باتريس: "جاوب يا عم باتريس على سؤال سعيد" فأجاب باتريس: "كان جمال عبد الناصر يعاملنا معاملة أب لأبنائه، يسألنا عن كل شئ يقول لنا، اتفرجوا ياولاد سينما، إلعبوا الكرة ياولاد، وبعدين لما كان خالد وعبد الحميد وعبد الحكيم وهدى ومنى يروحوا المعمورة في الصيف نروح معاهم، وأمنا السيدة العظيمة تحية (زوجة عبد الناصر) تجهز لنا الأكل والسندويتشات، وترعانا مفيش فرق بين الكل، وبالمناسبة كان أخي فرنسوا يلعب الكرة في فريق الزمالك في جيل فاروق جعفر لكنه لم يستمر، المهم أن معاملة الرئيس عبد الناصر كانت معاملة أب بجد، وفي متابعته لدروسنا كان عنده اهتمام قوى بأن نتعلم لغة عربية، ولو وجد أحد من إخوتي ضعيف في اللغة العربية أو أي مادة أخرى، كنا نجد على الفور مدرس يأتي إلى المنزل للشرح، لكن كان هو حريصا بالذات على اللغة العربية.
كان تأكيد باتريس لومومبا على أن عبد الناصر كان حريصا جدا على تعليمهم اللغة العربية لافتا مما أغراني بسؤاله: «هل كان لك تفسير لماذا كان اهتمام عبد الناصر بتعليمكم اللغة العربية؟» رد باتريس: «لا أعتقد أنها كانت فقط لأننا نعيش في مصر، وهذا ما كنت أتصوره وقتها، لكن لما كبرت وعدت إلى بلادي فهمت أن تعليمنا اللغة العربية وحرص جمال عبد الناصر على ذلك ربما يكون له أسباب أخرى مهمة، ففي بلادي تقربني اللغة من كل ما هو مصري، وأكيد كان الرئيس عبد الناصر عنده بعد نظر في أنه هو متأكد أننا سنعود في يوم من الأيام إلى بلدنا، ويا سلام لما نعود واحنا بنتكلم عربي، أكيد أنها ستعود بالفائدة في العلاقات مع مصر».
التقط خالد عبد الناصر خيط الحوار، حين سألت باتريس عما إذا كانت هناك تفاصيل أخرى لم يذكرها في قصة تهريبهم، وبينما كان التأثر واضحا وبقوة على وجه باتريس، وهو يستعد للكلام وقف خالد قائلا: «أنا مش هقدر أحضر اللى هيقولوا باتريس لأني أعرفه وهو شيء مؤلم، وعلى فكرة هو لا يذكره كثيرا» قلت لخالد: «إذا كان ما سيذكره باتريس مؤلم له فلا داعي رغم أن القصة كلها مؤلمة عليه» فالتفت خالد إلى باتريس ليمسك بيده قائلا: «لا بأس يا باتريس وأنا رأيي تقول كل اللي تعرفه لأنها شهادة للتاريخ وللناس اللي ما تعرفش الحقيقة» فتكلم باتريس... يستكمل
https://www.youm7.com/story/2010/10/2/أبناء-لومومبا-عند-عبد-العزيز-إسحق/285399
قال الشاذلي إن مهمته كانت هي الأولى من نوعها بالنسبة لمصر، وإنه تم توزيع الكتيبة المصرية في أقصى الشمال الغربي للكونغو بمسافة تبعد عن العاصمة نحو ألف كيلو، وكان هذا البعد مقصودا حتى لا تكون الكتيبة المصرية بالقرب من الأحداث، يضيف الشاذلي، رغم هذا البعد إلا أننا كنا نقوم ببعض الأشياء التي تصب في مصلحة هدفنا الأصلي، صحيح أنا كنت في مهمة تابعة للأمم المتحدة، لكني لم أنسَ أبداً أنني مصري، وقمت بدوري في عملية إنقاذ أطفال لومومبا.
ما زلت على التليفون مع الفريق سعد الدين الشاذلي، الذي سألته عن طبيعة الدور الذي قام به في عملية إنقاذ أطفال لومومبا، فرد: "كل ما أستطيع قوله أنني قمت بدوري في هذه العملية، وزرتهم فيما بعد في منزل عبد العزيز إسحق، كما زارني ابنه الأكبر فرنسوا أثناء إقامتي في الجزائر (فترة الثمانينات من القرن الماضي، وعاش الشاذلي في الجزائر على إثر خلافات بينه وبين القيادة السياسية في مصر)، أضاف الشاذلي: "لولا وجودنا في الكونغو ما تمت عملية التهريب".
سألت الشاذلي: حدثتني عن أن وجودكم بعيدا عن الأحداث كان مقصودا، رجاء أن تعطي لنا توضيحا أكثر حول هذه النقطة، وكيف كانت نظرة الشعب الكونغولي لكم؟
رد الشاذلي: كانت القوى الاستعمارية وعلى رأسها أمريكا لا يريحها أي تواجد مصري في أفريقيا، ولهذا لم يستريحوا لوجود مصريين في الكونغو حتى وإن كانت تحت لافتة الأمم المتحدة، وقالوا كلاما ضدنا مثل أن مصر تسعى إلى الهيمنة على أفريقيا، وكان هذا الكلام مدعوما من أمريكا وبلجيكا باعتبارها دولة الاستعمار في الكونغو، المهم أنني كنت أحمل معي كتبا مصرية كثيرة، وأحمل معي نسخ من المصاحف، وليعرف الجميع أن الوضع هناك كان متخلفا إلى أبعد مدى، فلم تكن هناك هياكل دولة ولا يوجد تعليم، وفي هذه الأجواء كنت أقوم بتوزيع الكتب التي معي والتي تأتيني من مصر بطريقة ما، وأذكر أن هناك من دخل الإسلام بفضل تعاملنا، وبالرغم من وجود كتيبة أندونيسية معنا، وكان كل جنودها من المسلمين إلا أن الكتيبة المصرية كان لها فعل السحر، فأي مجموعة من الكونغوليين كانت تجلس معنا كانت تتعامل على أساس أننا من عند جمال عبد الناصر، ومهما وصفت لن أستطيع أن أنقل مدى السحر الذي كان يحدثه اسم جمال عبد الناصر في أفريقيا، وأذكر أن وسائل التحرش ضدنا كانت متنوعة، فنحن كنا في منطقة مواجهة لبلدة بانجي في أفريقيا الاستوائية، وكان الاستعمار الفرنسي قائما هناك، وكان المرور بين أفريقيا الاستوائية والكونغو يمر عبر المعبر الذي توجد فيه فرقتنا، وكان الفرنسيون يطلقون الطائرات على ارتفاع منخفض علينا بحجة مسح المكان، لكنه في الحقيقة كان نوعا من استعراض القوة خاصة وأن هذا الإجراء كان يتم على الكتيبة المصرية فقط، وليس كتائب أخرى موجودة معنا.
سألت الشاذلي :«ماذا كان رد الفعل بعد معرفة عملية هروب أو تهريب أبناء لومومبا؟».
رد الشاذلي: في المراحل الأولى، تعاملنا وكأننا لا نعرف شيئا عن القصة.
قبل أن أُنهي مكالمتي مع الفريق سعد الدين الشاذلي، طلب مني التحدث إلى باتريس لومومبا، وتحدث معه سائلا عما قيل وقتها عن أن بلجيكا اعتذرت لحكومة الكونغو عن عملية اغتيال لومومبا، فقال باتريس، بلجيكا قررت الاعتذار لحكومة الكونغو وأسرة لومومبا، وقرروا عمل مؤسسة تحمل اسم لومومبا للديمقراطية، وتعطى منحا دراسية، ونحن لم نقبل الاعتذار ولم نتنازل.
التقط أمين إسكندر هذه النقطة ليسأل باتريس: هل تعتزمون مقاضاة بلجيكا، وهل هي كانت الطرف الوحيد في اغتيال الوالد؟
أجاب باتريس: لم نقرر بعد مقاضاة بلجيكا أم لا، لكن ما حدث أن الاغتيال كان طرفه المخابرات البلجيكية والمخابرات الأمريكية، وتم بضرب الوالد بالرصاص هو واثنين معه ووضعوهم في حفرة، وفي اليوم التالي لاحظ أحد أفراد الحراسة أن هناك يد إنسان تظهر من حفرة، فاتصل برؤسائه ليسألهم وكانوا هم يعرفون ما فيها فأبلغوه بالقيام بحفر الحفرة، واستخراج الجثث منها وتقطيعها ووضعها في محلول «الأسيد» حتى يختفى كل أثر لها، والشخصان اللذان كانا مع الوالد في الحفرة هما رئيس البرلمان ووزير في وزارته، وكان من حزب «الحركة الوطنية الكونغولية»، وأخي يتولى رئاسته الآن، وظهر فيما بعد أن المخابرات الأمريكية دخلت على خط عملية الاغتيال، وكانت فشلت من قبل في اغتياله عبر وضع سم في معجون الأسنان... يستكمل
https://www.youm7.com/story/2010/10/4/الشاذلى-يوزع-المصاحف-فى-الكونغو/286261
قال باتريس: "بعد أن وصلنا إلى القاهرة، خرج الوالد من العاصمة، واعتزم التوجه إلى بلدة اسمها "ستا نليفيل"، وكان له أتباع كثيرون في هذه البلدة، وعن طريق أنصاره استطاع الخروج بسلام من العاصمة، لكن الناس في البلاد التي كان يمر عليها في طريقه إلى "ستانليفيل"، كانت تستوقفه فيخطب فيهم ويشعل حماسهم، مما أدى إلى تعطيله وتأخيره عن الوصول بسرعة إلى بلدة "ستانليفيل"، وفي نفس الوقت أعطى الفرصة للإبلاغ عن كل تحركاته، ويضيف باتريس، "لم تكن لدى موبوتو (رئيس الكونغو فيما بعد) طائرات فأمده الأمريكان بطائرة هليوكوبتر وطائرات أخرى لنقل قواته، ووضعوا خطة قامت على تحديد مكان سوف يعبر منه لومومبا بواسطة "معدية" إلى مكان مقابل، وفي الناحيتين تقف قوات لموبوتو بحيث أنه لو فلت من ناحية سيجد قواتاً من الناحية الأخرى تعتقله على الفور، وهذا ما حدث بالفعل حيث تم القبض عليه في هذا المكان، وتم اقتياده إلى الطائرة المهداة من الأمريكان لموبوتو لتعود به إلى العاصمة، وفي العاصمة حبسوه في معسكر جيش، ورأى موبوتو أن استمرار لومومبا في المعسكر خطر، لأنه من الوارد أن يتحدث مع حراسه فيتحولوا إلى تأييده، وبالتالي من الممكن أن يقوم الحراس بتهريبه، وعلى هذا الأساس جاء التفكير بضرورة التخلص من لومومبا".
واصل باتريس كلامه، "كان تشومبي، الذي تحالف مع موبوتو، عدوا لدودا للومومبا وهو صاحب فكرة التخلص منه، وهو الذي أعلن انفصال إقليم كتانغا وتنصيب نفسه رئيسا عليه، وكان حول تشومبي مستشارون بلجيكيون يضعون له الخطط وهو عليه التنفيذ، وبعد فترة قصيرة قضاها الوالد في معسكر الجيش تم نقله إلى فيلا سكنية خالية، لكنه كان شبه ميت من شدة التعذيب، وتقرر التخلص منه نهائيا خوفا من أن استمرار سجنه سيؤدي حتما إلى إحداث قلاقل في البلاد، وبالفعل تم تنفيذ عملية الاغتيال بالرصاص، وتم تنفيذها أيضا ضد جوزيف أوكيتو، رئيس مجلس الشيوخ، وضد وزير الإعلام، موريس موبولو، وتم دفن الثلاثة في حفرة، وخلع الضابط البلجيكي الذي نفذ عملية القتل سنتين ذهبيتين من فم الوالد تذكارا لما فعل، وقطعوا الجثث ووضعوها في حمض كبريت لإذابتها، والهدف طبعا كان إخفاء أي معالم للجثث ظنا منهم أنهم يخفون بذلك معالم جريمتهم.
توجه أمين إسكندر إلى باتريس بسؤال، أين كانت الوالدة؟
فأجاب باتريس: بعد اغتيال الوالد خرجت الوالدة من العاصمة إلى ستانليفيل، وذلك بحماية من الأمم المتحدة، كانت البلد انقسمت نصفين، حكومة شرعية في ستانليفيل، وموبوتو يعمل حكومة ثانية، وأذكر شيئا لم يأت عنه الحديث في هذه الجلسة، وهو أنه كانت لي شقيقة طفلة ولدت بعد تهريبنا من الكونغو إلى مصر أي أنني لم أرها أنا وفرنسوا وجوليانا، وتوفيت وفاة طبيعية، وحزن الوالد كثيرا لموتها، والحزن لم يكن فقط على الموت وإنما لعجزه عن دفنها، ظلت الجثة أمامه وهو لا يستطيع دفنها، وعندما ذهبت أمي إلى ستانليفيل أخذت الجثة معها ودفنتها.
هذا فوق طاقة البشر يا باتريس، هكذا علق أمين إسكندر، فرد باتريس، نعم فوق طاقة البشر، فسيدة اغتيل زوجها بوحشية، وأطفالها في بلد آخر بعيدين عنها، ولديها جثة طفلة رضيعة احتفظت بها كثيرا لكي تدفنها حسب معتقداتنا، كما أنها لا تعرف مصيرها، يعني هل سيقتلها الذين قتلوا الوالد أم لا؟ وبعد أن ذهبت الأم إلى ستانليفيل ودفنت أختي الرضيعة، واستمرت فيها لفترة تدخل خلالها جمال عبد الناصر من أجل أن تأتي إلى مصر ومعها شقيقي الرابع رولا وكان عمره عامين، ولم يتم تهريبه معنا، ولما جاءت إلى مصر لأول مرة بقيت معنا مدة شهرين، ثم عادت إلى ستانليفيل ولم تكن تحت سيطرة موبوتو بعد، ثم جاءت إلى مصر لتستقر معنا نهائيا، وأي حد في هذا الوقت في الكونغو كان يحمل صورة لومومبا يتم قتله.
سألت باتريس، "هل عرف الناس في الكونغو أنه تم تهريبكم إلى مصر؟ وكيف عرفتم هنا في مصر خبر اغتيال الوالد؟
أجاب: "الناس في الكونغو لم تعرف قصة تهريبنا، فالعملية سرية ولم يعرف بتفاصيلها أحد، الناس عرفت فقط أننا في مصر، وتلقينا خبر اغتيال الوالد من عبد العزيز إسحق، وعرفناه منه بالتدريج، ولم يحدثنا في تفاصيل وإنما في عموميات.
https://www.youm7.com/story/2010/10/6/يوم-أن-عرف-أبناء-لومومبا-بموت-أبيهم/287126
بعد أن تحدث باتريس عن تفاصيل عملية الاغتيال الوحشي لوالده لومومبا والتحاق والدته بهم في مصر، حدث تبادل للذكريات في الجلسة بين خالد وعبد الحميد وباتريس، قال باتريس، «أخذنا من جمال عبد الناصر حباً وحناناً مهما تحدثت عنه لن أعطيه حقه، كان يداعبني دائما فيناديني باسم عتريس.. يا عتريس.. يا عتريس، فنضحك وأنا أجرى إليه فيأخذني في أحضانه، بالضبط كما يفعل أبى، كنت أقضي أياما كثيرة أنا وإخوتي في بيت الرئيس مع خالد وعبد الحميد وعبد الحكيم وهدى ومنى، هو طبعا كان دائم الانشغال لكن في وقت الغذاء يناديني لأجلس بجواره».
يتحدث خالد، "كنا عائلة واحدة، لا يشعر أحد منا أن الآخر غريب عنه، أخوات يعني، لما كنا نذهب للبحر في الإسكندرية، وفي البحر ننسى كل شيء، فتنادي أمي الله يرحمها، "يا باتريس جوعتم ولا لسه، ولما نتشاقى نتعاقب جميعا، كنا نعرف أننا أخوات، وحكاية الأخوات أخذت وقتا علشان نعرف إحنا أخوات ليه".
يضحك عبد الحميد وهو يقول، «لما جاء تشومبي إلى مصر لحضور مؤتمر عدم الانحياز ورفض جمال عبد الناصر دخوله، وتم حجزه في أحد القصور حتى عودته، وبعدها بيومين ونحن على الغذاء»، قال لباتريس ضاحكا، «مرحتش ليه يا عتريس تموت تشومبي».
تنوعت حكايات الذكريات لتشمل أشياءً كثيرة، كان من بينها ما ذكره خالد حول أنه بعد دخوله الجامعة طلب من جمال عبد الناصر أن يتم تخصيص مصروف له، فطلب منه الوالد أن يسأل زملاءه عن مصروفهم، فذهب خالد إلى صديقه إسماعيل ليسأله، فقال له إنه يحصل على 8 جنيهات في الشهر، وأراد خالد أن يزودها شوية فقال له إن زملاءه يحصلون على 2 جنيه في الأسبوع، ولأن الشهر فيه أربعة أسابيع، يعني هيبقى فيه يومان في الشهر يمكن يرفعوا قيمة المصروف جنيها مثلا أو أقل حاجة بسيطة، كان خالد يحكي وضحكته تجلجل، لكن عبد الحميد نقلها إلى قصة أخرى، قال عبد الحميد، «أسرة لومومبا كان لها مخصصات تابعة لرئاسة الجمهورية، وظلت كما هي حتى تقلصت تدريجيا في عصر السادات»، التفت عبد الحميد إلى خالد قائلا، «فاكر يا خالد لما موبوتو (رئيس الكونغو، وكانت تسمى في عهده زائير) جاء لزيارة مصر في أواخر السبعينيات أيام السادات، أيه اللي حصل؟، يرد خالد، حصل فرض إقامة جبرية على أسرة لومومبا طول فترة الزيارة، فقمنا أنا وعبد الحميد وعبد الحكيم بشراء وجبة طعام فاخرة لإرسالها لهم حتى لا يشعروا بأن هناك تقصيرا في حقهم».
انتقلت جلستنا، والتي استمرت من الساعة العاشرة صباحا وحتى الرابعة عصرا، إلى مناقشات أخرى في قضايا سياسية متنوعة، وتحدث باتريس عن عودتهم إلى بلادهم واستقرارهم فيها، وتولى شقيقه قيادة حزب، وشقيقته وزارة الثقافة، وهو على ما أذكر في مجال سياسي بارز.
عاد الأبناء إلى مناصب رفيعة في بلادهم، وفي وجدانهم وعقلهم مصر التي أعطتهم، وإذا وضعنا ذلك إلى جوار ما ذكره مفتش الشرطة الأوغندية الذي جاء إلى مصر منذ أسبوعين حتى يجمع ذكريات والده الذي قاد حركة تحرير أوغندا من الاستعمار، وجاء إلى مصر عبد الناصر سائرا على قدمه وساعدته مصر، وإذا وضعناه أيضا إلى جوار ما ذكره رئيس الوزراء الكيني الذي عاش مع والده في حي الزمالك أثناء قيادة الوالد للنضال من أجل استقلال كينيا ومنحه عبد الناصر المساعدات، والمفارقة أن كل هذا التراث وغيره في دول حوض النيل التي تفجرت معها المشاكل في الآونة الأخيرة، فكيف نستفيد به؟ من لديه الإجابة فليكتبها.
https://www.youm7.com/story/2010/10/7/كيف-نستفيد-من-أبناء-الزعماء-الأفارقة؟/287596

## دور المخابرات البلجيكية والأمريكية في تخريب استقلال الكونغو واغتيال لومومبا
فقد بيّن الكاتب أن الحكومة البلجيكية حينذاك هي من أفسح المجال القانوني في البرلمان أمام
الذي عينته الجالية البلجيكية واجهة لها،
وتم ذلك بمساعدة وإسناد الجيش البلجيكي
من اتباع لومومبا الذي لديه خبرة عسكرية عينه لومومبا رئيس أركان الجيش الكونغولي. تم اعتقال الرئيس باتريس لومومبا في 1960. كان لدى لومومبا شعبيه كبيرة في البلاد لكن كانت مشاكله كثيره مع بلجيكا. كانت هذه بداية العلاقة بين البلجيكيين وموبوتو. .
لكن الكاتب تمكن عبر متابعة تفاصيل مهمة منشورة في الوثائق المفرج عنها أخيرا وعبر متابعة وثائق الأمم المتحدة ذات العلاقة إضافة إلى اعترافات بعض الضباط البلجيكيين المشاركين من الكشف عن بعض جوانب دور الحكومة البلجيكية برئاسة غستن آيسكنز في الأحداث.
ووفقا لكتاب نشر في هولندا مؤخرا ألفه لودو ديفيت بعنوان «اغتيال لومومبا»، واعتمادا على وثائق بلجيكية سرية حصل عليها المؤلف، فإن لومومبا اعتقل عام 1961 في مطار إليزابثفيل لدى هبوطه من الطائرة على يد درك كتانغا بقيادة خصمه تشومبي المتحالف مع موبوتو، وكان ستة جنود سويديين تابعين لقوات الأمم المتحدة حاضرين لحظة الاعتقال.

## أفكار سياسية
لم يتبن لومومبا موقفا شاملا في السياسة ولا الاقتصاد، إنما كان أول كونغولي يقدم رواية لتاريخ الكونغو تعارض الآراء البلجيكية الاستعمارية التقليدية، وكما أنه أبرزَ معاناة السكان الأصليين تحت حكم الأوروبيين. كان فريدا بين زملائه في أخذه كل الكنغوليين في الاعتبار في خطابه (بينما اقتصرت روايات الآخرين على شعوبهم أو مناطقهم الخاصة) وقدم هوية قومية أساسها الصمود في مواجهة الاستعمار إضافة لكرامة الناس الطبيعية وإنسانيتهم وقوتهم ووحدتهم. شمل مفهوم لومومبا للإنسانية مبادئ المساواة والعدالة الاجتماعية والحرية والاعتراف بالحقوق الأساسية.
اعتبر لومومبا الدولة ناصرا إيجابيا للرفاه العام كما اعتبر تدخل الدولة في مجتمع الكونغو ضروريا لضمان المساواة والعدالة والانسجام الاجتماعي.

## روابط خارجية
- باتريس لومومبا على موقع IMDb (الإنجليزية)
- باتريس لومومبا على موقع الموسوعة البريطانية (الإنجليزية)
- باتريس لومومبا على موقع مونزينجر (الألمانية)
- باتريس لومومبا على موقع ميوزك برينز (الإنجليزية)
- باتريس لومومبا على موقع قاعدة بيانات الأفلام السويدية (السويدية)
- باتريس لومومبا على موقع إن إن دي بي (الإنجليزية)
- باتريس لومومبا على موقع ديسكوغز (الإنجليزية)
- باتريس لومومبا على موقع قاعدة بيانات الفيلم (الإنجليزية)